# Gloucester Northern Senior League
De Gloucester Northern Senior League (GNSL) is een Engelse regionale voetbalcompetitie die bestaat uit 2 divisies, Division One en Division Two. De Division One bevindt zich op het 12de niveau in de Engelse voetbalpyramide. De kampioen promoveert naar de Gloucestershire County League. Lagere reeksen vanwaar de kampioenen promoveren naar de GNSL zijn de Cheltenham League, Cirencester and District League, Stroud and District League en de North Gloucestershire League. 